# Hermance

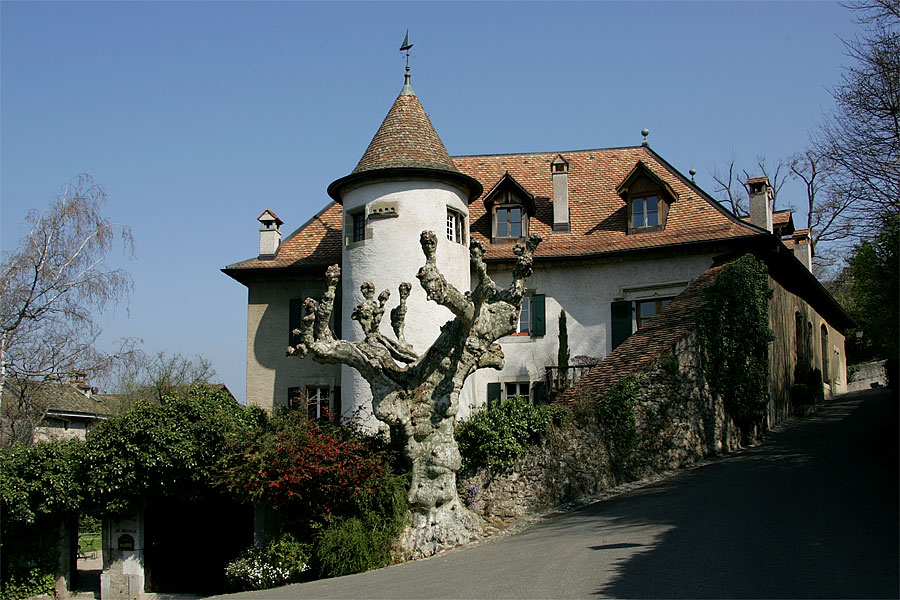
Hermance town hall

Hermance là một đô thị ở bang Genève, Thụy Sĩ.